# زاویه زرج‌آباد
زاویه زرج‌آباد روستایی است که در استان اردبیل، شهرستان کوثر، بخش فیروز، دهستان زرج‌آباد قرار دارد.

## جمعیت
بر اساس سرشماری سال ۱۳۸۵ جمعیت این روستا ۲۳۳ نفر با ۴۶ خانوار بوده‌است.